# Kuala Muda
Kuala Muda is een district in de Maleisische deelstaat Kedah.
Het district telt 457.000 inwoners op een oppervlakte van 920 km².